# Asiosilis obscuritarsis
Asiosilis obscuritarsis is een keversoort uit de familie soldaatjes (Cantharidae). De wetenschappelijke naam van de soort werd in 1907 gepubliceerd door Maurice Pic.